# 西吉斯蒙德·塔尔贝格
西吉斯蒙德·塔尔贝格（德語：Sigismond Thalberg，1812年1月8日—1871年4月27日），奥地利钢琴家，作曲家。

## 生平
塔尔贝格出生在日内瓦附近的一个小镇，终其一生，他并未提起过自己的父母是谁。后人经研究一般认为他是一位大公和一位女男爵的私生子。大约10岁时，他随母移居维也纳，1826年第一次公开演出，迅即成名。他创作了大量作品供自己表演，主要是各种歌剧主题的幻想曲。同时还结识了肖邦，舒曼，费利克斯·门德尔松·巴托尔迪等人。1835年塔尔贝格移居巴黎，并获得了巨大的成功，和李斯特·费伦茨 竞争，这次竞争一直持续到1843年，塔尔贝格自认失败，远赴美洲演出。晚年他回到欧洲，定居在意大利，并停止了作曲活动。

## 音乐
塔尔贝格的作品绝大部分都是为钢琴而作。他的演奏技巧十分高超，在他的作品里也多有体现。他特别擅长用两手大拇指演奏旋律，其他手指演奏高低两个声部的伴奏，听起来就像三只手弹奏的效果。塔尔贝格是歌剧幻想曲最重要的作曲家之一，与李斯特齐名。
李斯特去世后，李斯特的作品并没有被遗忘，但塔尔伯格的作品很快就从钢琴家的曲目中消失了。他 "亲近梅特涅政权 "可能是一个因素，他的和声结构比李斯特简单，编曲技巧也没有李斯特那么华丽，甚至连录制作品的机会也在20世纪消失了。